# Puente de Broadway
El puente de Broadway en la Ciudad de Nueva York cruza  el Canal de Barcos del Río Harlem entre Inwood y Marble Hill, ambas partes de Manhattan (la última en el Bronx debido al cambio de ruta por el Río Harlem). Se llama Puente de Broadway porque pasa por Broadway, en la sección designada como US 9. En el puente también pasan los trenes de la línea de la Séptima Avenida-Broadway. Justo al norte del puente a lo largo de esta línea se encuentra la estación Marble Hill–Calle 225.

## Descripción

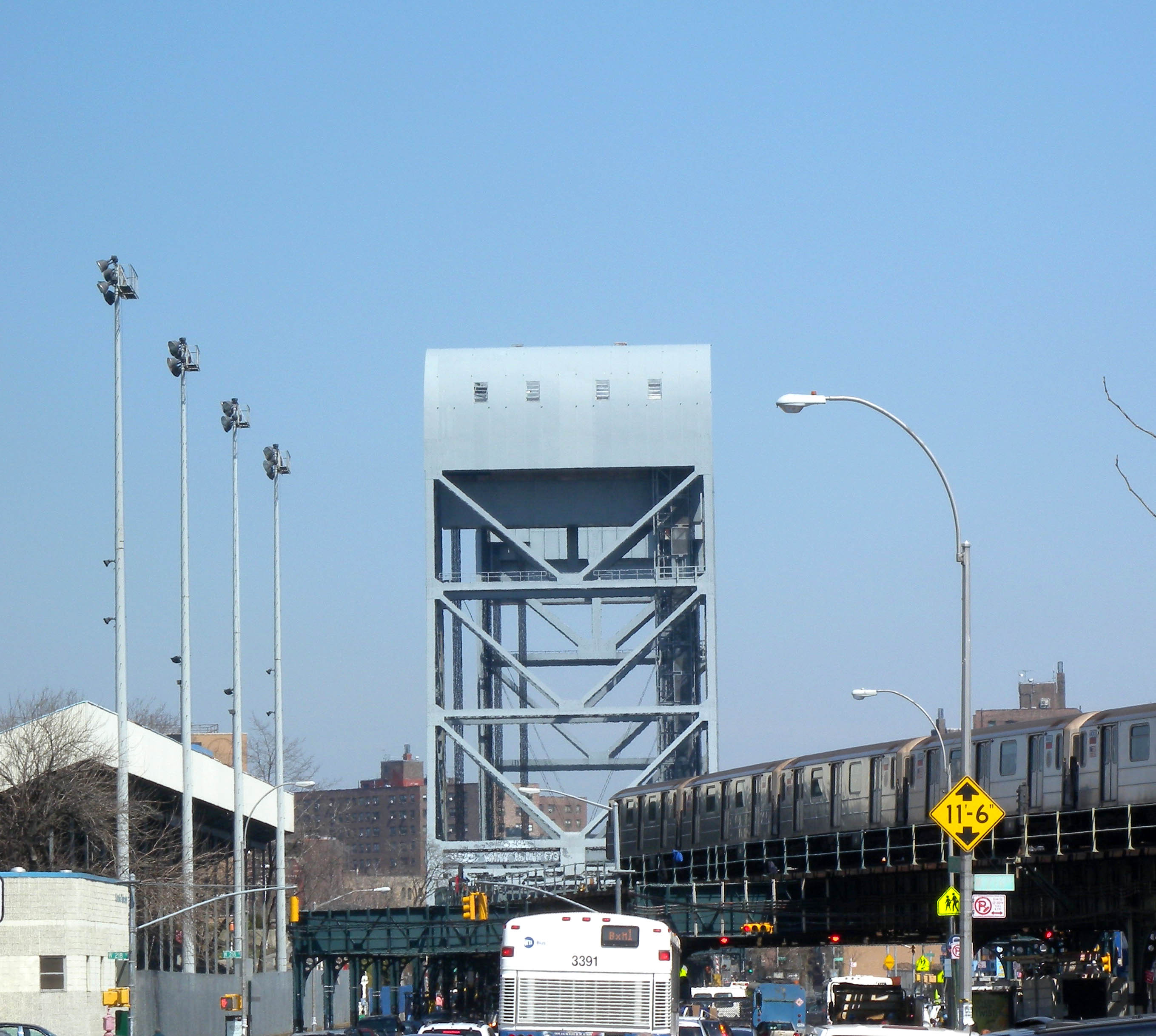
Desde el sur

Antes de que la ruta cambiara al Río Harlem, el puente se llamaba Puente de Kings, cruzando el río entre los límites de Marble Hill y el Bronx. El Boston Post Road y el Albany Post Road cruzaban el río. 
El presente Puente de Broadway (abierto el 1, de julio de 1962) tiene un canal navegable de 304 pies (93 m) de ancho y 136 pies  (41 m) el gálibo cuando el puente está en la posición abierta.
Para el 2005, el Departamento de Transporte de la Ciudad de Nueva York, que opera y mantiene al puente, reportó un tráfico anual en ambas direcciones de 35,698; luego de que en 1990 se reportaran  42,555.